# Milatyn Stary
Milatyn Stary – wieś na Ukrainie, w obwodzie lwowskim, w rejonie złoczowskim.
Do 2020 w rejonie buskim. 

## Położenie
Na podstawie Słownika geograficznego Królestwa Polskiego i innych krajów słowiańskich: Milatyn Stary to wieś w powiecie kamioneckim, 20 km na południowy wschód od Kamionki Strumiłowskiej.